# ای‌اس‌تی‌ام بین‌الملل
اِی اِس تی اِم بین‌الملل (به انگلیسی ( American Society for Testing and Materials )ASTM International، به اختصار ASTM، در اصل انجمن مواد و آزمون آمریکا) یکی از بزرگ‌ترین سازمان‌های بین‌المللی توسعه‌دهندهٔ استاندارد است.
استانداردهای گسترده این سازمان که شامل استانداردهای فنی برای مواد، محصولات، سامانه‌ها و خدمات است، بر اساس اجماع (توافق اعضا) به تصویب می‌رسد. این سازمان دارای ۳۰٬۰۰۰ عضو از ۱۲۰ کشور جهان می‌باشد.
اِی اِس تی اِم بر خلاف سایر موسسه‌های استاندارد، نظیر BSI, DIN و AFNOR سازمانی دولتی نیست. در ایالات متحده آمریکا، مؤسسه ملی استاندارد آمریکا وظایف یک مؤسسه استاندارد ملی را بر عهده دارد.
اِی اِس تی اِم دارای بیش از ۱۲٬۰۰۰ استاندارد است که در ۷۷ جلد به صورت سالیانه چاپ و منتشر می‌شود.

## تاریخچه
این مؤسسه در سال ۱۸۹۸ تأسیس شد و از قدیمی‌ترین موسسات استاندارد است.
این مؤسسه دارای شعباتی در واشینگتن، کانادا، چین و پرو است.

## عضویت
عضویت در این مؤسسه برای عموم آزاد است.
در سال ۲۰۱۵، این مؤسسه بیش از سی هزار عضو از ۱۴۰ کشور داشت.